# José Luis Navarrete Caudillo
José Luis Navarrete Caudillo (1956-27 de septiembre de 2012) fue un político Mexicano, miembro del Partido Revolucionario Institucional.

## Trayectoria
Fue diputado local al Congreso de Colima para la XLIX Legislatura (1988 - 1991). Fue presidente municipal de la ciudad de Manzanillo del estado de Colima en el periodo 1995 a 1997.